# Alchemilla infravalesiaca
Alchemilla infravalesiaca é uma espécie de rosácea do gênero Alchemilla, pertencente à família Rosaceae.